# Kerodon
Kerodon là một chi động vật có vú trong họ Caviidae, bộ Gặm nhấm. Chi này được F. Cuvier miêu tả năm 1825. Loài điển hình của chi này là Kerodon moco Lesson, 1827 (= Cavia rupestris Wied, 1820).

## Các loài
Chi này gồm các loài:
- Kerodon acrobata Moojen, Locks & Langguth, 1997
- Kerodon rupestris Wied-Neuwied, 1820

## Hình ảnh

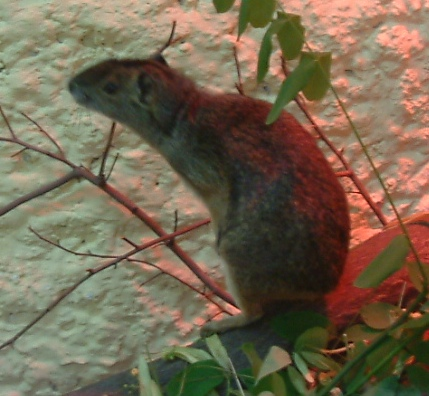
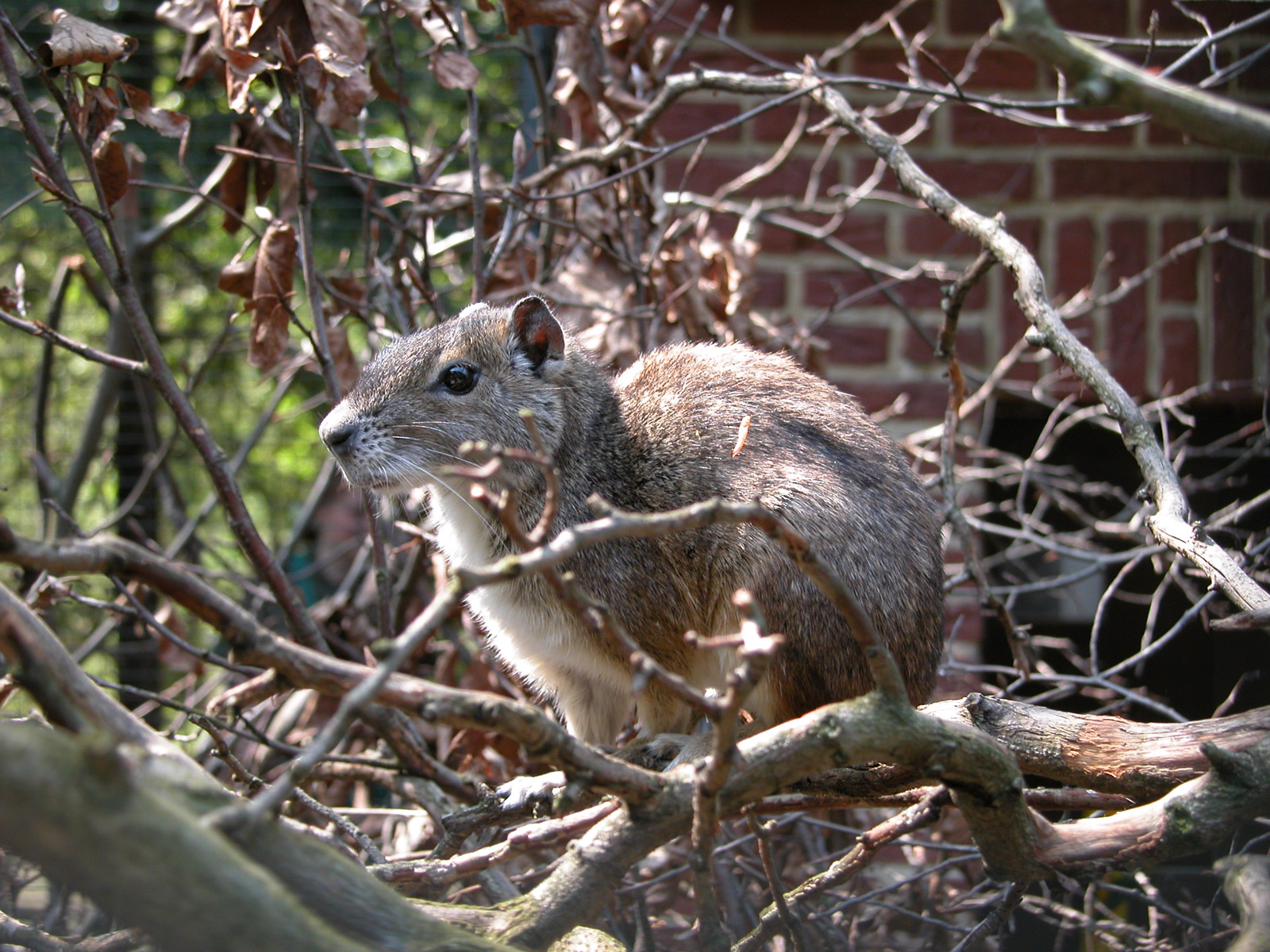